# Asociación Prolírica del Perú
La Asociación Prolírica del Perú fue una asociación cultural sin fines de lucro fundada a iniciativa de Luis Alva y un grupo de personalidades limeñas.

## Historia
Primero fueron conocidos como FUPAL, Fundación Pro Arte Lírico en mayo de 1980 y luego en 1989 se convierte en Prolirica, con objetivos netamente educativos y de difusión del arte musical en el Perú. Prolírica desde esa fecha organizó la temporada de ópera de Lima, como actividad principal destacando la participación cantantes líricos peruanos como Ernesto Palacio, Alberto Tapia, Raúl Cragg, Claudia Clarich, Jimena Llanos y las ganadores de varios certámenes internacionales Josefina Brivio y María Eloísa Aguirre, Xavier Fernández, Jacqueline Terry, Humberto Zavalaga, Andrés Veramendi, Juan Antonio De Dompablo y Francesco Petrozzi.
En el 2002 durante el año verdiano organizó el montaje por primera vez en el Perú de la ópera Aida en la Huaca Pucllana en Miraflores. Para ello contó con la participación de más de 400 artistas nacionales y extranjeros y que pudo ser admirada por más de 12 mil personas. En marzo del 2004 se llegó a cabo en este mismo lugar la ópera Ollanta del compositor peruano José María Valle Riestra, 83 años después de su última presentación. 
Prolírica cerró su programación anual después de 30 años, con el montaje de Madama Butterfly en el Teatro Segura en noviembre de 2008, bajo la dirección artística de Luis Alva y la música de Marco Titotto.

## Títulos presentados

### Conciertos
- Concierto de las Tres Sopranos (98/99)
- Concierto de Luciano Pavarotti (95)
- El barbero de Sevilla de Rossini (94)
- El elixir de amor de Donizetti (93)
- El Mesías de Händel (97)
- Gala Lírica (01)
- Gran Concierto Lírico de Aniversario (04)
- Himno de las naciones de Verdi (00)
- Homenaje a Alejandro Granda (98)
- Homenaje a Donizetti (97)
- La bohème de Puccini (93)
- La Creación de Haydn (02)
- Las leandras de Alosno (97)
- Le Romanze de Salotto de Tosti (98)
- Misa Andina de Alejandro Nuñez Allauca (99)
- Misa de Réquiem de Mozart (90)
- Misa de Réquiem de Verdi (91/97/01/02)
- Misa de Réquiem de Victoria (98/99)
- Misa de Gloria de Puccini (00)
- Missa Solemnis de Beethoven (98)
- Novena Sinfonía de Beethoven (03)
- Pequeña Misa Solemne de Rossini (85/92)
- Recital de Teresa Berganza (03)
- Recital de Victoria de los Ángeles (95)
- Stabat mater de Pergolesi (98/99)
- Stabat Mater de Rossini (92)
- Vísperas de la beata Virgen de Monteverdi (97)

### Óperas

#### Ópera cómica
- Carmen de Bizet (90/94/00)
- Così fan tutte de Mozart (87/93)
- Don Giovanni de Mozart (91)
- Don Pasquale de Donizetti (90)
- El barbero de Sevilla de Rossini (81/84/87/02)
- El conde de Luxemburgo de Lehár (98)
- El elixir de amor de Donizetti (80/89/97)
- El matrimonio secreto de Cimarosa (77/93)
- El murciélago de Strauss (86/87/96)
- Falstaff de Verdi (01)
- La Cenicienta de Rossini (94)
- La hija del regimiento de Donizetti (88/95)

#### Ópera seria
- Aida de Verdi (91/02)
- Alzira de Verdi (01)
- Cavalleria rusticana de Mascagni (86/91)
- El trovador de Verdi (90)
- Fausto de Gounod (96/97)
- La flauta mágica de Mozart (92)
- La italiana en Argel de Rossini (99)
- La bohème de Puccini (88/96/04)
- La Traviata de Verdi (82/85/95/01)
- Lucía de Lammermoor de Donizetti (02)
- Madame Butterfly de Puccini (84/85/93/08)
- Marina (88)
- Ollanta de Valle Riestra (04)
- Otelo de Verdi (87/88/97)
- Pagliacci de Leoncavallo (86/91/98)
- Rigoletto de Verdi (85/86/94/03)
- Tosca de Puccini (95/00)
- Turandot de Puccini (99)

### Zarzuelas
- La corte de Faraón de Lleó (98)
- La del Soto del Parral de Soutullo y Vert (04)
- Los gavilanes de Guerrero (97)
- Luisa Fernanda de Moreno Torroba (92/98)
- María la O de Lecuona (98)